# Nancy Ajram
Nancy Nabil Ajram (en árabe: نانسي نبيل عجرم) (Achrafieh, Beirut; 16 de mayo de 1983) es una cantante libanesa de música árabe pop. Ha vendido alrededor de 30 millones de discos en el mundo árabe, lo cual la convirtió en una de las artistas más acaudaladas debido al éxito de sus discos y conciertos, además de haber participado en anuncios comerciales de renombre.

## Carrera
Proveniente de una familia árabe cristiana, Nancy nace en Beirut en 1983. Llegó al mundo de la fama al participar en un espectáculo de entretenimiento llamado Noujoum Al-Moustakbal (Estrellas del Futuro); una competencia musical libanesa a mediados de los años 90. Después publicó un par de álbumes  titulados: Mihtagalak en 1998, y Sheel Oyoonak Anni en 2000. 

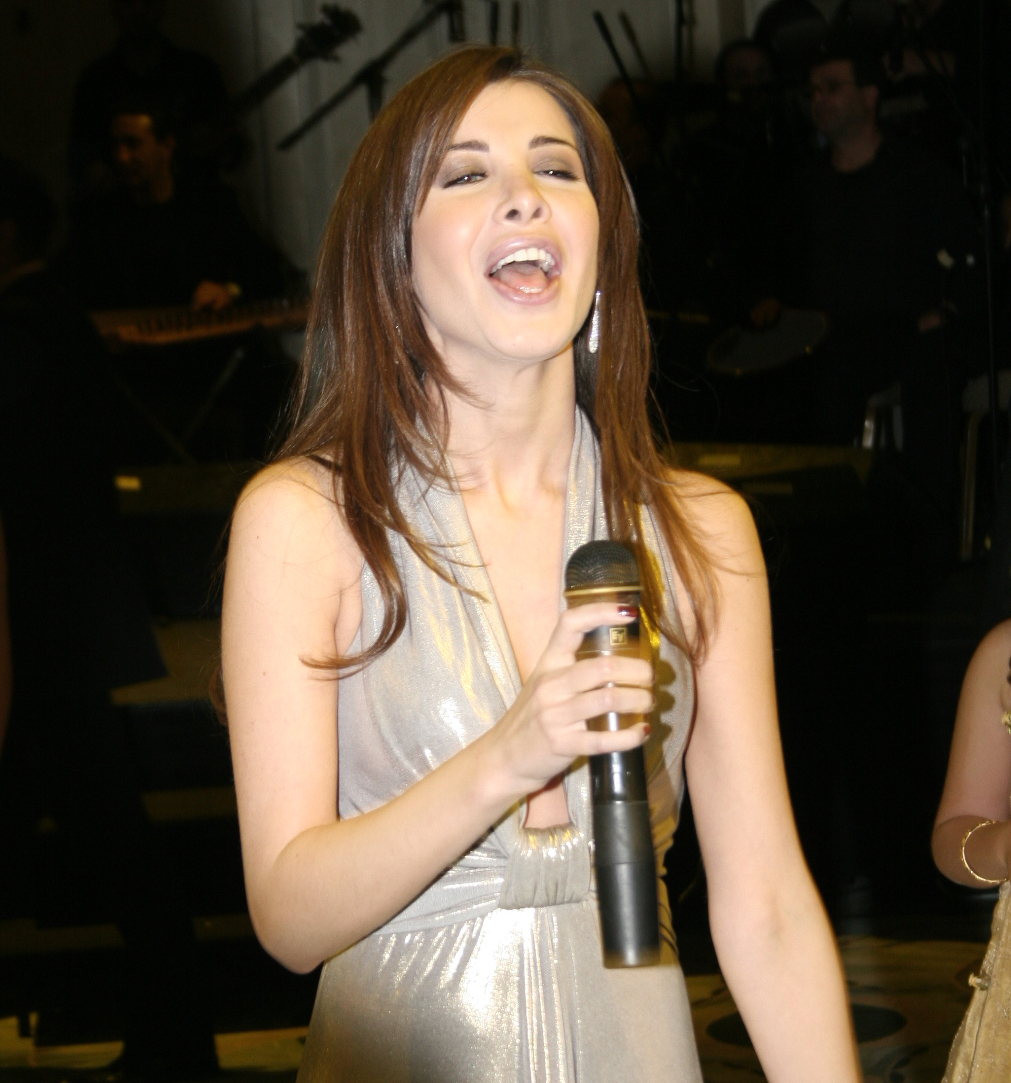
Nancy en un concierto en El Cairo en 2014

A principios de los años 2000, comenzó su éxito como cantante al recibir grandes ofertas, muy especialmente con la compañía Coca-Cola; lo que la colocó a la vanguardia de la música pop a principios del 2003,cuando lanza su álbum Ya Salam que incluyó el corte Akhasmak Ah que se convirtió en un gran éxito, con un provocativo video cuyas reminiscencias de un filme árabe más antiguo, caracteriza a la cantante como la manejadora de un café, donde baila y coquetea con sus clientes masculinos. Otras dos canciones del álbum se convirtieron en videos musicales; Ya Salam al estilo cabaret de los años 1930, mientras Yay (Sehr Oyoono) fue un minidrama con Ajram descubriendo un romance como una recatada peluquera de Beirut. Ya Salam (Que fantástico) fue creado por el productor libanés Jiji Lamara.
En 2004 fue lanzada su cuarta producción titulada Ah W Noss, a la que siguieron producciones que incluyeron más aportaciones artísticas que Ajram desarrolló. Fue tanto su éxito que fue nombrada como la mejor cantante árabe por la revista Zahrat el Khalij en 2003 y 2004. 
En 2005, la cantante firmó un nuevo contrato de apoyo a Coca-Cola. Oul Taany Keda del álbum Ah W Noss fue usado en los comerciales y sus vídeos promueven los productos de la empresa volviendo a ser nombrada por la versión árabe de Newsweek como una de las personalidades más influyentes del mundo árabe en 2005. 
A principios de 2006 publicó la canción Ana Masry ("Soy egipcio"), que coincidió con que Egipto fue el país anfitrión del torneo de fútbol Copa de Naciones Africanas. Este vídeo es inusual ya que la cantante no se muestra en él. En su lugar, los egipcios presentaron la diversidad del país haciendo play-back de la lírica patriótica de la canción.
Yatabtab... Wa Dalla fue lanzado en febrero de 2006 del cual se hicieron seis vídeos musicales. Ehsas Jdeed es considerada la canción más exitosa de este álbum de Ajram.
En el año 2007 lanza un disco de canciones infantiles titulado Shakhbat Shakhabit, con canciones dirigidas a su fanaticada más joven. En el año 2008 lanza el disco "Betfakar fi eih".
Cabe destacar que a partir el año 2008, Nancy también se ha destacado en el mundo de la moda a través de la empresa de joyería de oro por Farfasha Damas. Donde Nancy es la cara principal de esta muy reconocida compañía internacional de la joyería de Oriente Medio y el minorista reloj. Nancy representa fuertemente los principales atributos de la juventud Farfasha - a saber, la alegría y vitalidad.
Es muy importante, además, considerar que siguiendo con sus diferentes contratos con la compañía Coca-Cola, es que ahora Ajram se convierte en la cantante oficial del Himno Coca-Cola para el mundial en Sudáfrica 2010 en idioma árabe, en colaboración con el cantante africano K'naan y la canción Wavin' Flag .
La cantante en 2010 interpretó la canción principal de la famosa serie "Monster High". 
El más reciente trabajo discográfico de esta cantante es "7", lanzado en septiembre de 2010.

## Premios y nominaciones
- 2003 Murex D'or Award - Mejor cantante libanesa del año.
- 2003 Murex D'or Award - Mejor vídeo del año: Ya Salam - Nadine Labaki
- 2004 Arabian Music Awards - Mejor cantante árabe del año.
- 2005 Newsweek List - Personalidades árabes más influyentes.
- 2006 Murex D'or Award - Cantante árabe más popular del año.
- 2006 Murex D'or Award - Mejor vídeo del año: Ehsas Jdeed - Said elMarouk
- 2007 Certificado por el Papa de Roma.
- 2007 Mobinil Music Awards - Mejor cantante árabe del año.
- 2007 Arab Business List - Cantante femenina contemporánea más influyente.
- 2008 world music awards - Mejor álbum del año:Betfakkar Fi Eih
- 2010 la mujer más hermosa de todo el mundo
- 2011 world music awards - Mejor álbum del año: "N 7"

## Discografía

### Álbumes En Directo
| Año  | Título               | Título (AR)      |
| ---- | -------------------- | ---------------- |
| 1998 | Mihtaglak            | محتجالك          |
| 2001 | Sheel Ouyunak Anni   | شيل عيونك عني    |
| 2003 | Ya Salam             | يا سلام          |
| 2004 | Ah W Noss            | آه...و           |
| 2006 | Ya Tabtab Wa Dalla   | يا طبطب... ودلع  |
| 2007 | El Dounya Helwa Live | الدنيا حلوة حقلة |
| 2007 | Shakhbat Shakhbit    | شخبط شخابيط      |
| 2008 | Beftakar fi Eih      | بتفكر في إيه؟    |
| 2010 | Nancy 7              |                  |
| 2012 | Super Nancy          |                  |
| 2014 | Nancy 8              |                  |

### DVD
| Año  | Título         | Título (AR)      |
| ---- | -------------- | ---------------- |
| 2007 | El Donya Helwa | الدنيا حلوة حقلة |
| 2009 | Awel Marrah    | أول مره          |